# In the Wee Small Hours
In The Wee Small Hours ('Раничко през нощта') е деветият студиен албум на американския вокалист Франк Синатра. Издаден е през април 1955 г. от Кепитъл Рекърдс, като продукцията е на Войл Гилмор, а аранжиментите – на Нелсън Ридъл. Темите в песните отразяват състояния като самотността, себевглъбяването, изгубената любов, провалените приятелства, депресията и нощния живот. По тази причина, In The Wee Small Hours се смята за един от първите концептуални албуми. Художественото оформление на корицата изобразява тези теми и показва замисления Синатра на смразяваща кръвта, обезлюдена улица, залята в обагрени в синьо улични лампи. Синатра успешно прилага формулата на концептуалния албум в по-нататъшни творби, като например Songs For Swingin' Lovers! и Only The Lonely. Той започва да развива идеята през 1946 г. с първия си студиен продукт, The Voice. In The Wee Small Hours е издаден на две 10-инчови дългосвирещи плочи, както и на една 12-инчова дългосвиреща плоча, което е едно от първите по рода си. Освен това той е издаден като четири четирипесенни 45-оборотни удължени плочи (ий-пи-та), които се продават в картонени калъфки със същата корица като дългосвирещите плочи, а не в хартиени корици като 45-оборотни сингли.
Албумът постига комерсиален успех, привързвайки се към позиция №2 в американските класации, където остава 18 седмици -- най-добре пласиращият се албум за Синатра от 1947 г. насам, когато излиза Songs By Sinatra. Към 2002 г. получава сертификат за златен статут от Американската асоциация на звукозаписната индустрия, тъй като от него са се продали над 500 000 бройки. Албумът се радва на подкрепата на критиката, като Ролинг Стоун го определя като „101-вия най-добър албум на всички времена“.